# NGC 1637
NGC 1637 is een balkspiraalstelsel in het sterrenbeeld Eridanus. Het hemelobject ligt 38 miljoen lichtjaar (10,9 × 106 parsec) van de Aarde verwijderd en werd op 1 februari 1786 ontdekt door de Duits-Britse astronoom William Herschel.

## Synoniemen
- PGC 15821
- MCG 0-12-68
- UGCA 93
- ZWG 393.66
- IRAS 04389-0257